# والي كليمنت
والي كليمنت (بالإنجليزية: Wally Clement)‏ هو لاعب كرة قاعدة أمريكي، ولد في 21 يوليو 1881 في أوبورن في الولايات المتحدة، وتوفي في 1 نوفمبر 1953 في كورال غيبلز في الولايات المتحدة.

## وصلات خارجية
- والي كليمنت على موقعبيزبول رفرنس.كوم (الدوري الرئيسي) (الإنجليزية)
- والي كليمنت على موقعبيزبول رفرنس.كوم (الدوري الثانوي) (الإنجليزية)